# Sexteto Sinistro
O Sexteto Sinistro (no original, Sinister Six) é um grupo de supervilões que aparecem nos quadrinhos publicados pela Marvel Comics. Eles são escolhidos da lista de inimigos do Homem-Aranha. A encarnação original do grupo foi organizada pelo Doutor Octopus.
O Sexteto Sinistro apareceu pela primeira vez em The Amazing Spider-Man Annual #1 (janeiro de 1964).

## Surgimento
Após escapar da prisão e querendo vingança contra o Homem-Aranha, Doutor Octopus organizou um grupo de outros vilões do aracnídeo: Electro, Kraven (Sergei Kravinoff), Mystério (Quentin Beck), Homem-Areia e Abutre; criando, assim, o Sexteto Sinistro. 
Octavius prometeu um "plano infalível", mas arranjou o sequestro de Betty Brant e May Parker, o que fez com que Homem-Aranha fosse a seu encontro. Os seis vilões concordaram em atacar o herói um por um, o que levou-os à derrota.

## Formações

### Sexteto Sinistro (Original)
- Doutor Octopus (Dr. Otto Octavius / Líder)
- Electro (Max Dillon)
- Kraven (Sergei Kravinoff)
- Mystério (Quentin Beck)
- Homem-Areia (Flint Marko)
- Abutre (Adrian Toomes)

### Sexteto Sinistro #2
- Doutor Octopus (Líder)
- Electro
- Duende Macabro (Jason Macendale)
- Mystério (Quentin Beck)
- Homem-Areia
- Abutre (Adrian Toomes)

### Sexteto Sinistro #3
- Doutor Octopus (Líder)
- Electro
- Duende Macabro (Jason Macendale)
- Mystério (Quentin Beck)
- Gog
- Abutre (Adrian Toomes)

### Sexteto Sinistro #4
- Doutor Octopus (Líder)
- Lagarto (Doutor Curt Connors)
- Kraven (Sergei Kravinoff)
- Mystério (Quentin Beck)
- Homem-Areia (Flint Marko)
- Abutre (Adrian Toomes)

## Em outras mídias
- Filmes

Era previsto para a equipe ter um filme próprio intitulado como Sinister Six, que iria estreiar em 2016, seria uma sequência direta de The Amazing Spider-Man 2, porém foi cancelado após a demissão de Andrew Garfield do papel de Homem-Aranha. Também seriam o grupo de vilões principais no filme cancelado The Amazing Spider-Man 3, cancelado pelos mesmos motivos. Um grupo de vilões do Homem-Aranha no cinema apareceu pela primeira vez em Spider-Man: No Way Home (2021), embora sejam apenas cinco vilões. Uma menção ao Sexteto Sinistro foi feita em Spider-Man: Across the Spider-Verse (2023).
- Desenhos Animados

A equipe aparece em Homem-Aranha: A Série Animada, The Spectacular Spider-Man, Ultimate Spider-Man e Marvel's Spider-Man.
- Jogos

A equipe aparece em Marvel's Spider-Man.